# Schloss Aarwangen

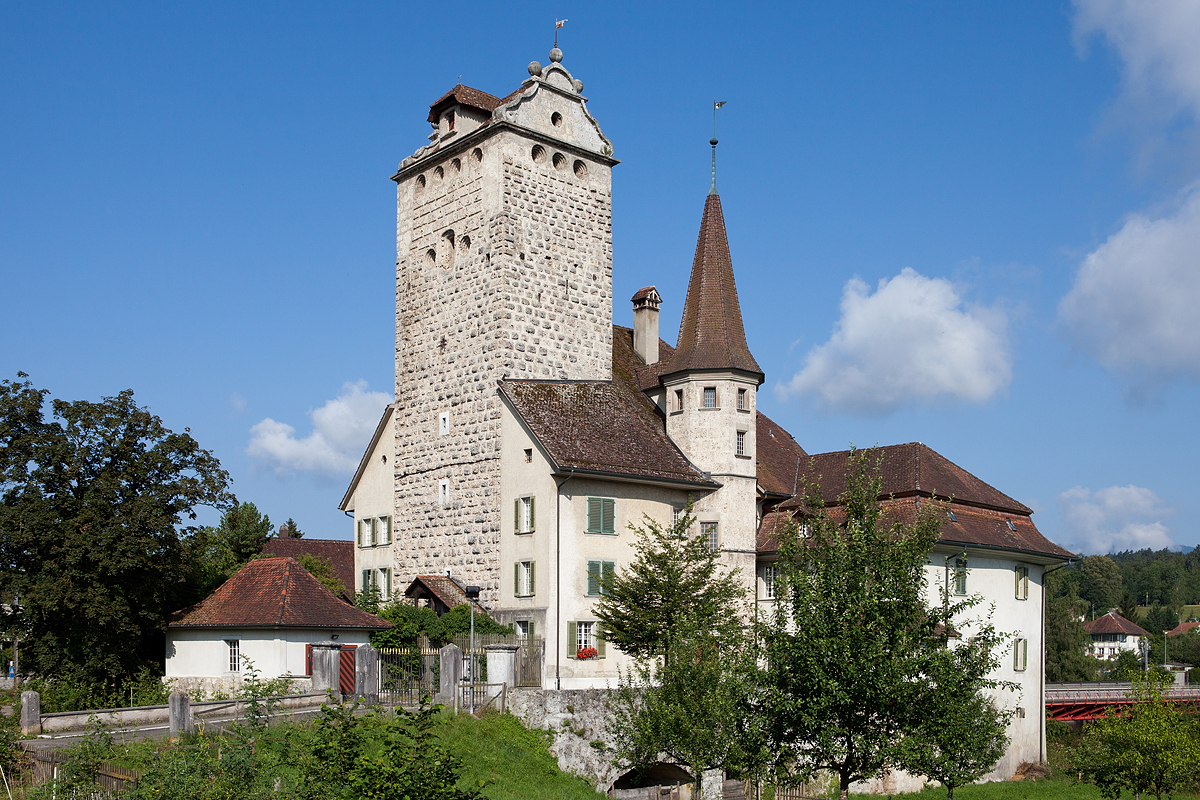
Schloss Aarwangen (2010)

Das Schloss Aarwangen ist ein Schloss in der Gemeinde Aarwangen im Schweizer Kanton Bern. Es ist ein Baudenkmal von regionaler Bedeutung. Es liegt am Südufer der Aare bei der Brücke von Aarwangen an der Hauptstrasse von Niederbipp nach Langenthal.

## Geschichte
Das Schloss Aarwangen entstand durch die Herren von Aarwangen, kyburgische Ministerialadelige, im 13. Jahrhundert zur Sicherung des wichtigen Flussübergangs. Als erster Schlossherr von Aarwangen ist Ritter Burkart von Aarwangen nachgewiesen. In der Folge blieb das Schloss im Besitz der Herren von Aarwangen. In der zweiten Hälfte des 13. Jahrhunderts und in der ersten Hälfte des 14. Jahrhunderts gehörten die Herren von Aarwangen zu den führenden Geschlechtern im Oberaargau und am kyburgischen Hof in Burgdorf. Nach dem Aussterben der Aarwanger mit dem Tod von Johann von Aarwangen im Jahre 1350 fielen Dorf und Herrschaft an die Grünenberg.
Nach der Übernahme von Burgdorf in 1384 verschob sich der bernische Einflussbereich Schritt um Schritt nach Osten. Nachdem 1415 die Eidgenossen den Habsburgern den Aargau entrissen, kaufte Bern 1432 Schloss und Herrschaft Aarwangen von Wilhelm von Grünenberg. Damit war der Grundstein der Landvogtei im Schloss Aarwangen gelegt, die bis zum Ende des bernischen Stadtstaates im Frühjahr 1798 bestehen blieb. Insgesamt residierten 75 Landvögte im Schloss. Danach wurde das Schloss an Private verkauft.
Besondere Aufgaben hatte es im Bauernkrieg 1653 zu übernehmen. Als Pferdewechselstation der bernischen Eilboten und als Zeughaus hatte es zusätzliche Funktionen.
1803 wurde Aarwangen wieder Amtshauptort und 1805 kaufte Bern das Schloss zurück. Seither diente das Schloss der bernischen Verwaltung als Kanzlei, Gericht und Gefängnis.

### Geschichte im 20. und 21. Jahrhundert
1997 wurden die kleineren Gerichtsbezirke im Kanton Bern anlässlich einer ersten Justizreform zusammengeführt, so z. B. Wangen an der Aare und Aarwangen zum Gerichtskreis Aarwangen-Wangen. Und schliesslich wurden die so gebildeten 13 Gerichtskreise bei der zweiten Justizreform 2010 auf vier Regionalgerichte reduziert. Das Amtsgericht Aarwangen und seine Gerichtspräsidenten zogen im Rahmen dieser Reform 2012 nach Burgdorf. Seither stand das Schloss Aarwangen leer.
Im Hinblick auf diese zweite Justizreform schrieb die bernische Regierung das Schloss Aarwangen für 3,8 Mio. zum Verkauf aus. Daraufhin haben sich die Oberaargauer Grossräte und der Regierungsstatthalter bei der Regierung dafür eingesetzt, dass das Schloss Aarwangen dem Oberaargau erhalten bleibt. Die Regierung hielt mangels Alternative an der Verkaufsoption fest.
Im Bestreben, eine Alternative präsentieren zu können, wurde im Jahr 2012, als das Gericht ausgezogen war, im Auftrag des Vereins Identität Oberaargau eine Ideengruppe (IG) Schloss Aarwangen gegründet, welche klären sollte, ob und wie das Schloss Aarwangen als wichtiges Kulturgut erhalten und weiter genutzt werden könnte. Obwohl Optionen erarbeitet worden sind, mussten die Bemühungen angesichts des für die IG verlangten Kaufpreises von 1,366 Mio. und des grossen zu vermutenden Investitionsbedarfs die Bemühungen im März 2014 eingestellt werden.
Nach einigen weiteren Anläufen, neuen Projektideen und Konzepterarbeitungen sowie zahlreichen Gesprächen mit den zuständigen Ämtern und Personen der bernischen Regierung, gelang im Jahr 2019 der gewünschte Durchbruch. Am 3. September 2019 reichte Grossrat Patrick Freudiger eine von allen 13 Oberaargauer Grossrätinnen und Grossräten unterzeichnete Motion ein mit den Anträgen, die verlangt, dass auf weitere Verkaufsbemühungen, insbesondere auf eine erneute öffentliche Ausschreibung, verzichtet wird, dass das Schloss Aarwangen stattdessen unentgeltlich der zu gründenden Stiftung gewidmet wird und dass die Kosten für den Einbau des Lifts und die Behebung der Schäden und Schadstoffe vom Kanton übernommen wird. Die Motion wurde vom Grossen Rat mit 143:0 Stimmen angenommen.
Am 3. November 2020 wurde im Schloss die Stiftung gegründet und der Widmungsvertrag unterzeichnet.

### Bau- und Kunstgeschichte

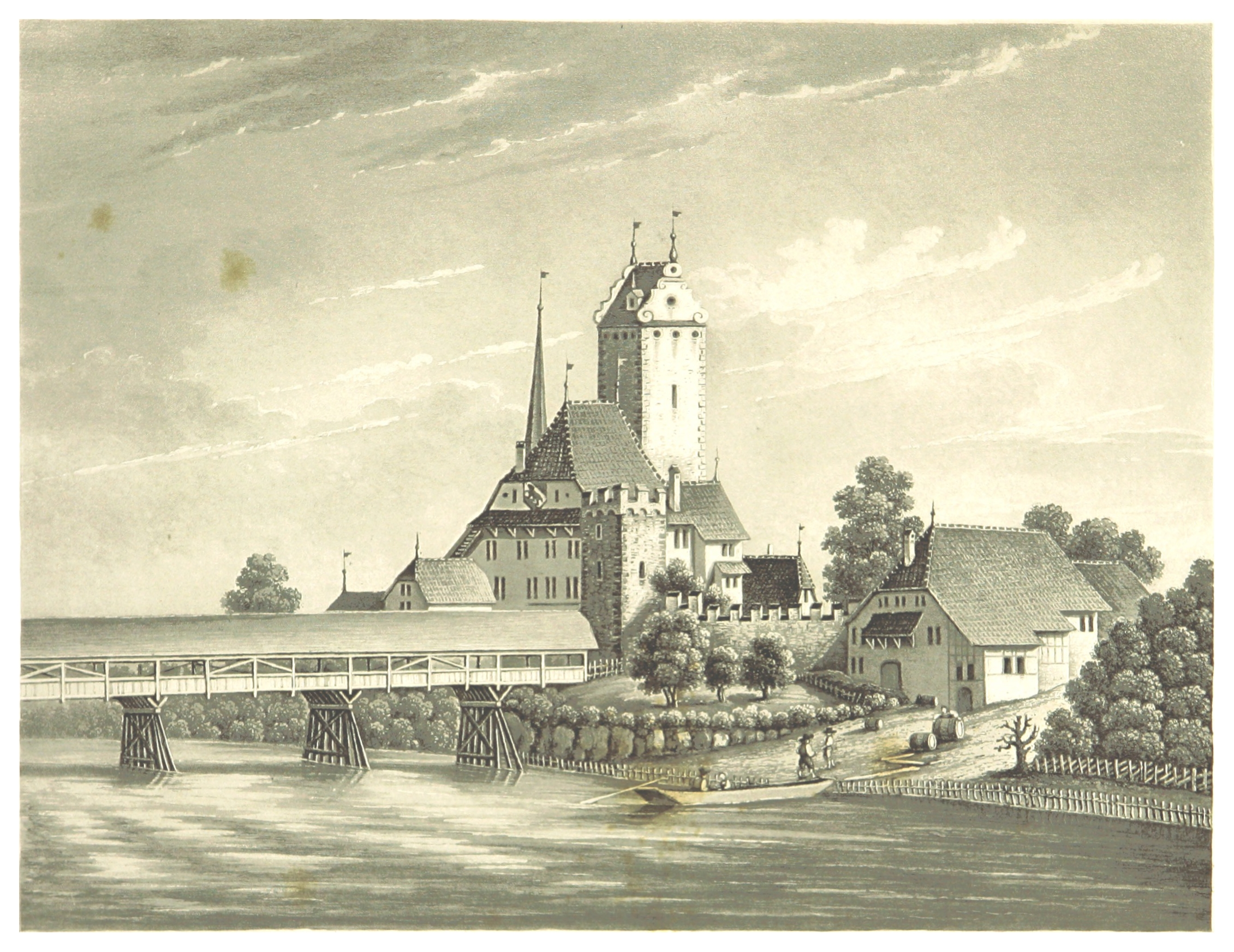
Schloss Aarwangen (um 1850)

Schloss Aarwangen ist ein markanter, von einem frühgotischen Hauptturm dominierter und barock erneuerter Baukomplex unmittelbar am Flussübergang. Die hufeisenförmige Ringmauer, ehemals mit gegen die Aare offenem Graben, ist im Süd- und Westabschnitt ablesbar, ebenso der Eckturm bei der Brücke. Dominant ist der neungeschossige, unbewohnbare Hauptturm des 13. Jahrhunderts aus sehr gepflegtem Bossenquaderverband, 1624 wurden das oberste Geschoss und die schönen Volutengiebel in bemerkenswerter Anpassung an den mittelalterlichen Bestand zugefügt.
Wohnbauten ummanteln den Turm auf drei Seiten, im Kern mittelalterlich, zahlreiche Umbauten bis ins 20. Jahrhundert. Treppenturm 1643. Ausstattungsteile des 17. und 18. Jahrhunderts. Aarwangen besitzt mit Trachselwald den schönsten und gepflegtesten mittelalterlichen Schlossturm, als Besonderheit ist seine in der Mauerdicke ausgesparte Treppe zu erwähnen.
Schloss Aarwangen war ursprünglich eine Wasserburg. Die Burg war gegen Osten offen, wobei ein quadratischer Turm den Zugang deckte. Über dem Aareufer nach Norden erhob sich parallel zum Fluss der Palas, vom Turm durch einen schmalen, im 18. Jahrhundert überbauten Hof getrennt. Ebenfalls hufeisenförmig trennte ein etwa 15 Meter breiter Graben die Ringmauer vom Vorland. Ein zusätzliches Hindernis bildete eine Reihe von grossen Weihern auf der Bergseite. In der Mitte des Burgrings stand der wuchtige Bergfried, ursprünglich ein unbewohnbarer Wehrturm, mit seinen bis 2,5 Meter dicken Mauern.

## Aktuelle Nutzung
Nach der Widmung des Schlosses durch den Kanton Bern an die Stiftung Schloss Aarwangen nahm diese ihre Arbeit auf. Mit dem Auftrag, die historische Schlossanlage zu erhalten, zu pflegen und sie öffentlich zugänglich zu machen sowie der Vision, das Schloss zu einem Begegnungs- und Erlebnisort im Oberaargau zu entwickeln, wurde ein Nutzungskonzept aufgesetzt. Im August 2023 starteten die Sanierungs- und Umbauarbeiten und im Mai 2025 konnte das umgebaute Schloss in Betrieb genommen werden. Heute präsentiert sich das Schloss Aarwangen als Treffpunkt im Oberaargau, direkt an der Aare. Multimedial, mit Bildern und Objekten kann in die Schloss-Vergangenheit eingetaucht und das Leben von Landvögten und ihrem Haushalt kennengelernt werden. Thematisiert wird zudem die Wirtschaftsgeschichte des Oberaargaus. Im Sinne der Wissensvermittlung werden Führungen und Workshops angeboten, auch für Schulklassen. Das VR-Erlebnis lässt die Besuchenden virtuell in das frühere Schlossleben eintauchen. Die alten Gefängniszellen wurden in Escape Rooms umfunktioniert. Im Rahmen kultureller Veranstaltungen wird Künstlerinnen und Künstlern aus der Region eine Plattform geboten.